# Грб Новог Зеланда
Грб Новог Зеланда је званични хералдички симбол пацифичке државе Нови Зеланд. Грб је усвојен 26. августа 1911, а тренутна верзија се користи од 1956. године.
До 1911. Нови Зеланд је користио грб Уједињеног Краљевства. Грб се састоји од централног штита на којем се налазе четири звезде које симболизују сазвежђе јужног крста, затим златно руно, сноп пшенице и два чекића. У средини штита се налазе три брода који представљају важност трговине морем и имигрантско порекло новозеланђана. Поред штита се налази жена, белкиња, која држи заставу Новог Зеланда, а са друге стране Маори ратник. Изнад штита је круна св. Едварда, а испод трака са натписом „Нови Зеланд“ (енгл. New Zealand).